# ミュラー管無発生
ミュラー管無発生 (みゅらーかんむはっせい)は、女性に生じ、主に生殖器系を障害する疾患である。別名Mayer–Rokitansky–Küster–Hauser症候群 (メイヤー・ロキタンスキー・キュスター・ハウザーしょうこうぐん)と言い、またはその頭文字を取ってMRKH症候群、あるいは単にRokitansky症候群（ロキタンスキー症候群）とも言う。

## 概要
この疾患では、膣と子宮が未発達であるか欠損している。患者は通常、子宮欠損のため月経期を経験しない。MRKH症候群の最初の顕著な徴候は、多くの場合16歳までに初潮を迎えないこと (原発性無月経) である。当症候群を示す女性は (46,XX) の染色体パターンを持ち、その卵巣機能、外性器は正常である。乳房と陰毛の発達も正常である。患者はたいてい経妊できないが、生殖補助医療によって子供を持つことが可能だろう。

## 疫学
出生女児の4,500人~5,000人に1人の割合で発生する。

## 原因
以前は散発生疾患と考えられていたが、家庭発生例などの検討から遺伝子異常なども報告されている。WT1, PAX2, HOXA7-HOXA13, PBX1, WNT4 などの遺伝子異常が報告されている。また、ミュラー管の発達を抑制する因子の過剰分泌が原因で、分泌を抑制する遺伝子異常も原因として提唱されているが、未だに一定の見解に達していない。

## 診断
外尿道口より金属カテーテルを挿入したのち、直腸診を行うと直接カテーテルを触れるが正常子宮は触れられない。経腹または経直腸超音波検査にて、子宮の欠如または痕跡的子宮および正常卵巣を確認できる。MRIでは、腟欠損、痕跡的子宮の存在、正常卵巣などの他、痕跡的子宮内部の子宮内膜存在の有無や尿路奇形の有無なども無侵襲かつ広範囲に観察できる。腹腔鏡検査では、両側の痕跡的子宮、正常卵巣、正常卵管などを観察できる。精巣性女性化症との鑑別診断のため染色体検査も重要である。

## 合併症
MRKH症候群の女性は体の他の部位に異常を示すことがある。腎臓の形成や位置が異常であったり、腎臓の一つが無形成 (片側性腎無形成) であったりする。患者は一般に、骨格、特に椎骨の異常を示す。また難聴や心疾患を呈することもある。